# Châteaux d'Augustusburg et de Falkenlust
Les châteaux d'Augustusburg et de Falkenlust se situent à Brühl (Rhénanie-du-Nord-Westphalie, Allemagne) et font partie du patrimoine mondial de l'UNESCO depuis 1984.
Ces châteaux furent construits au début du XVIIIe siècle sur la décision de l'évêque de Cologne, Clément-Auguste de Bavière de la famille Wittelsbach.

## Histoire

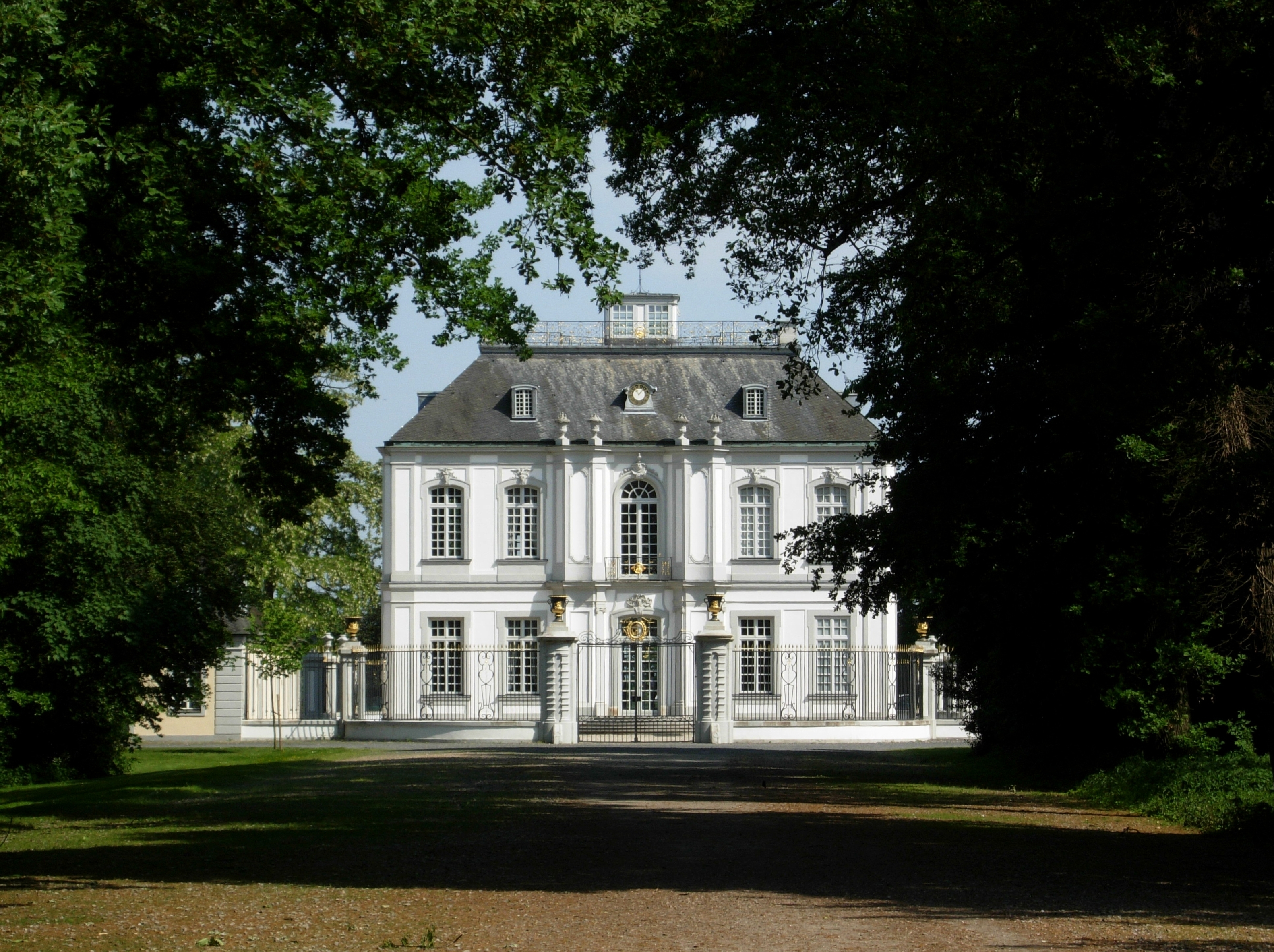
Château de Falkenlust

Clément-Auguste, prince-archevêque de Cologne, voulut un jour se faire construire une résidence. Il trouva un magnifique site près du Rhin, pour la construction du somptueux palais baroque d'Augustusburg. Johann Conrad Schlaun fit les plans du nouveau palais. Le château, qui fut commencé en 1725, était construit sur le site d'une forteresse. Puis le prince-archevêque employa un nouvel architecte, François de Cuvilliés, qui redessina les intérieurs et qui changea la façade du palais. L'escalier d'Augustusburg fut réalisé par Johann Balthasar Neumann.
Le château de Falkenlust, dessiné par François de Cuvilliés, fut construit, lui, entre 1729 et 1733 dans le parc du château d'Augustusburg.

## Caractéristiques du site
Les châteaux d'Agaustusburg et de Falkenlust se situent dans un immense parc de plusieurs hectares. Les jardins, de style baroque, ont été conçus par Dominique Girard (de) (vers 1680-1738), élève de Le Nôtre. Au XIXe siècle, Peter Joseph Lenné redessina les jardins dans le style anglais. Mais il y a une centaine d'années, les jardins reprirent leur charme des années 1750. Tout fut reconstruit, sauf les fabriques du jardin.

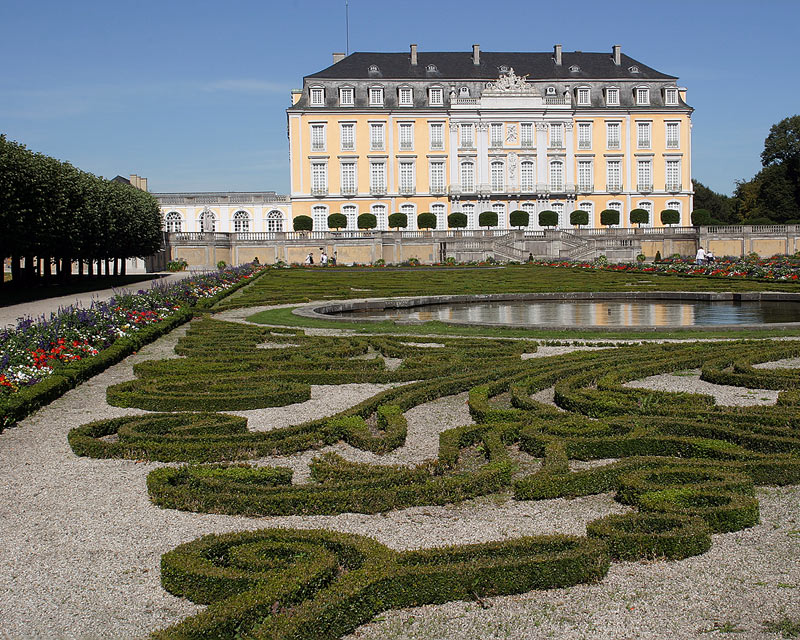
Façade depuis le jardin
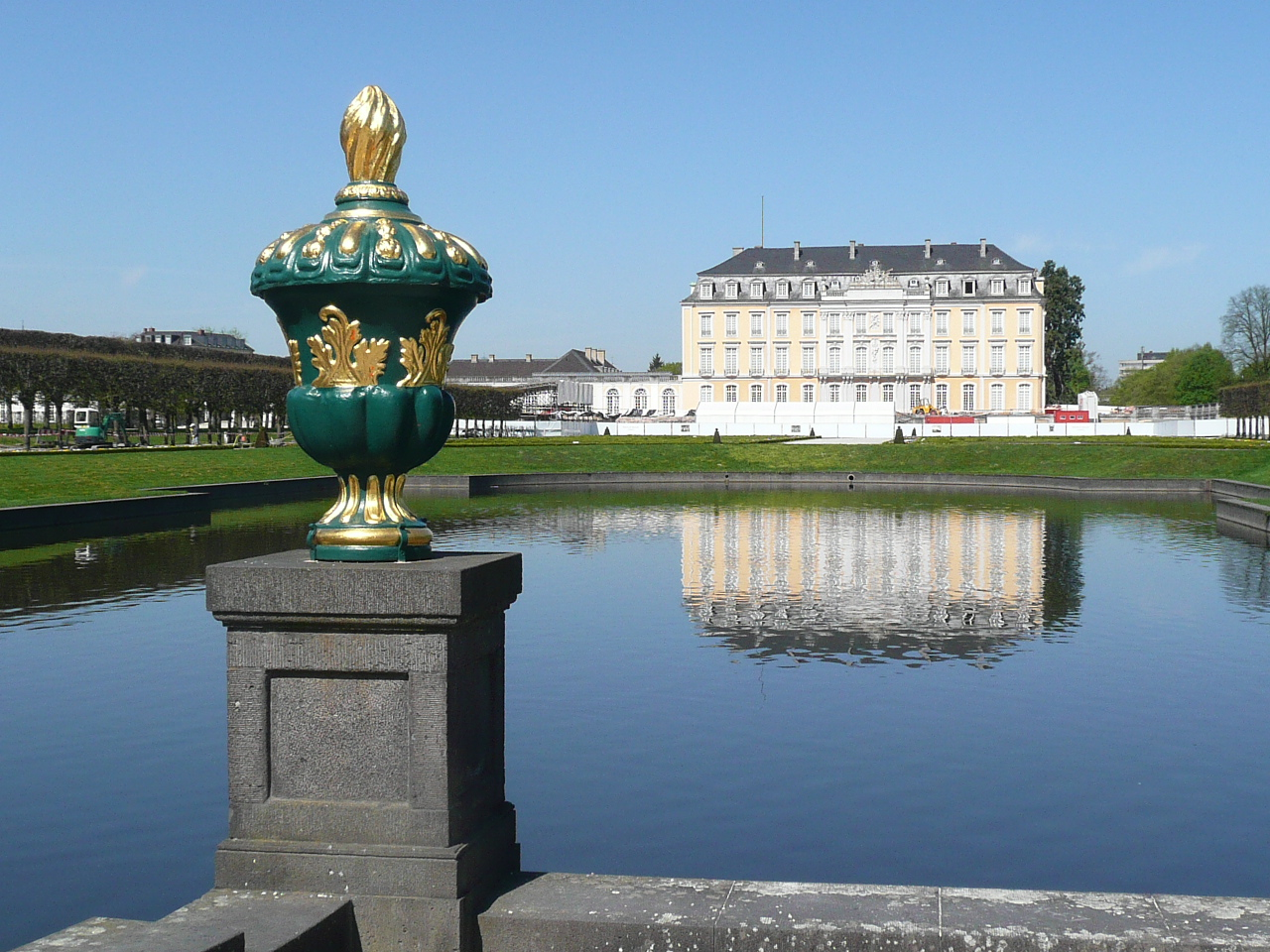
Vue du jardin et de la pièce d'eau
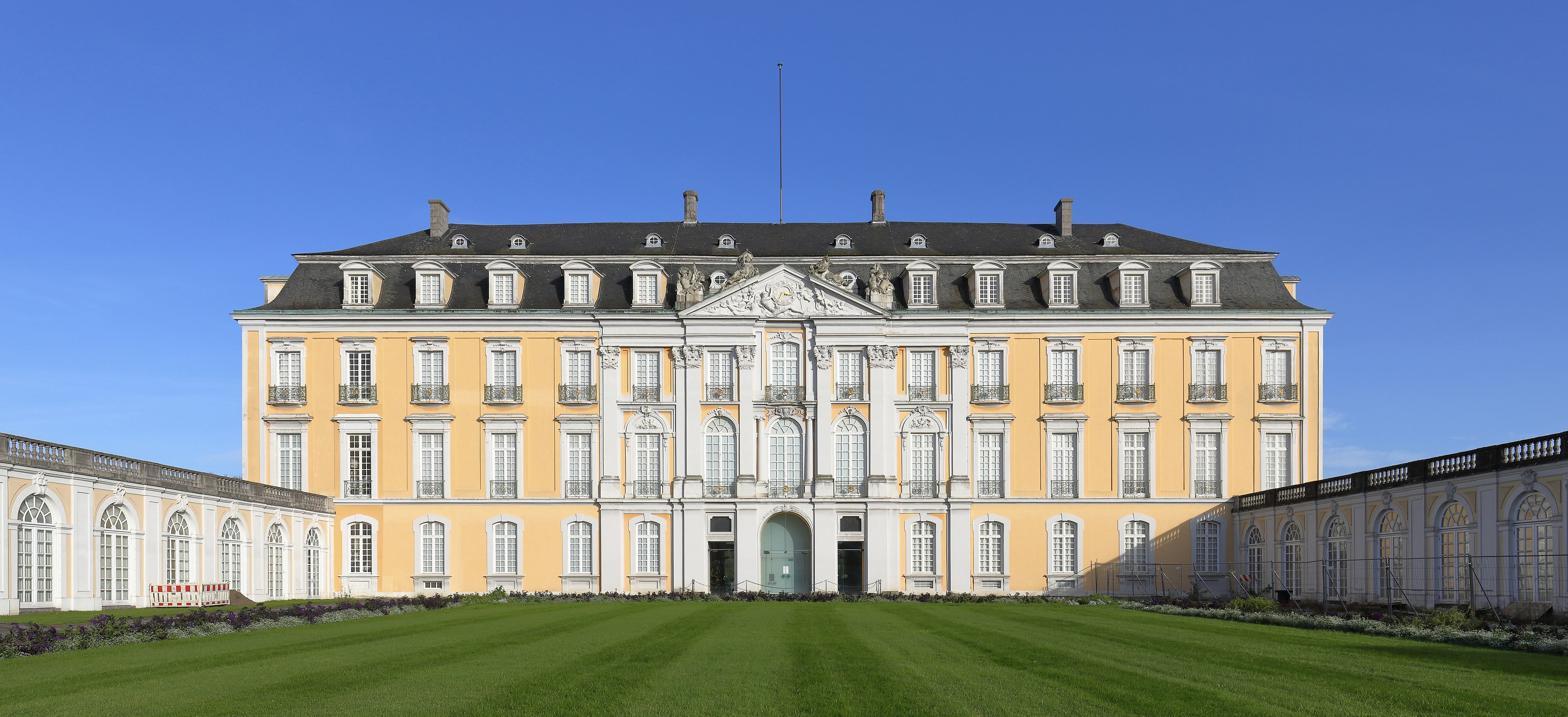
Façade ouest du château d'Augustusburg. Novembre 2017.
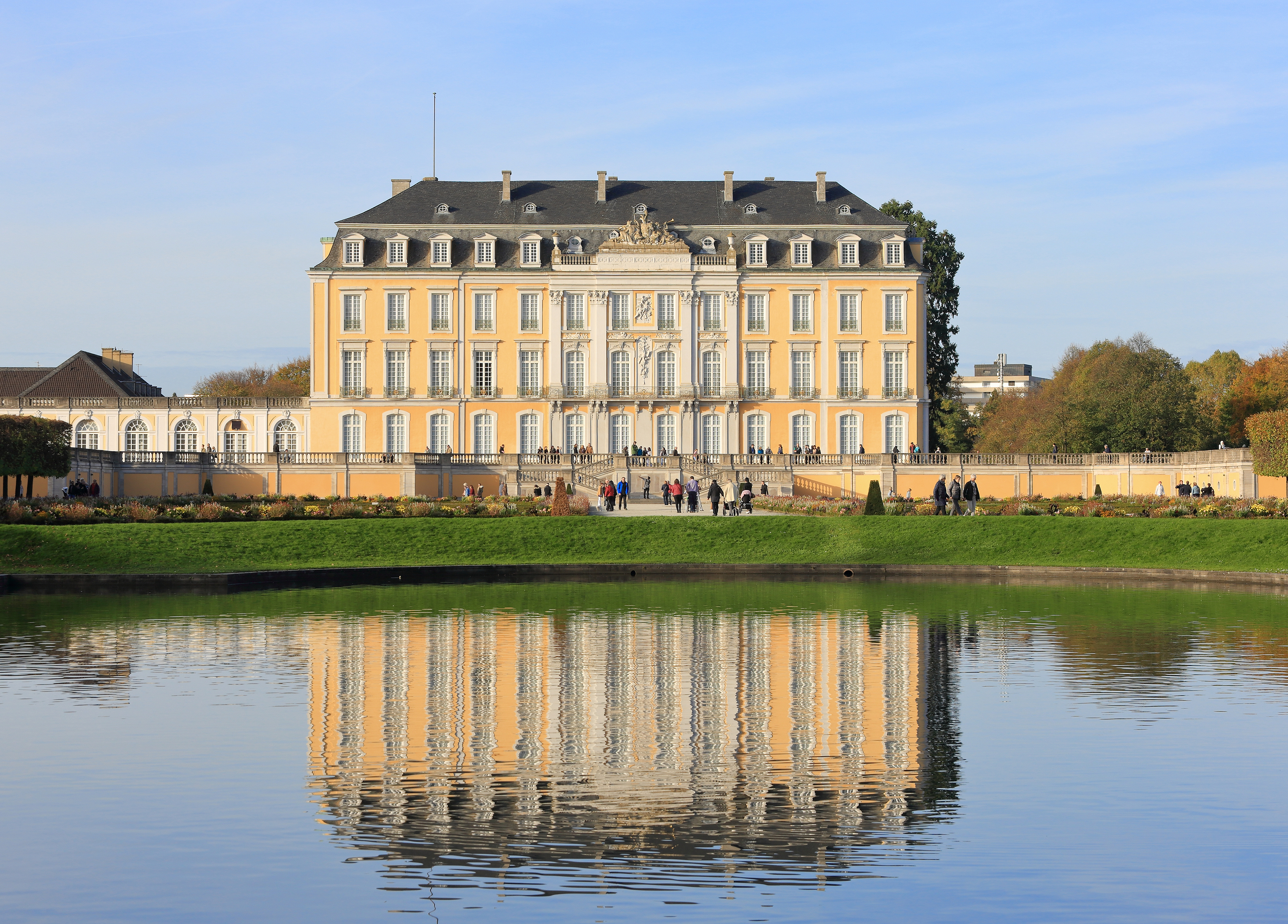
Facade sud du chateau d'Augustusburg. Novembre 2017.
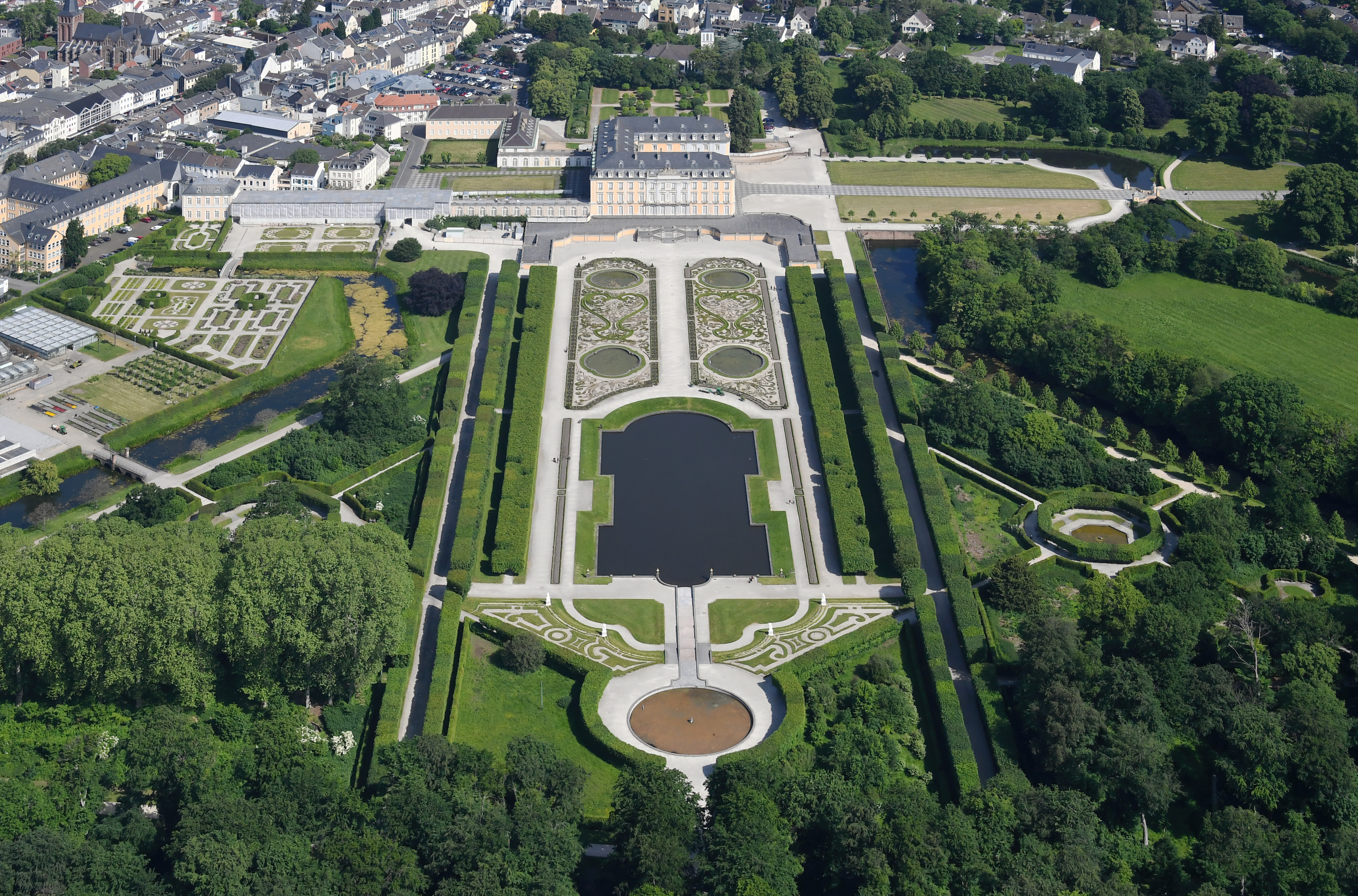
Vue aérienne des jardins du château

## Les caractéristiques du palais d'Augustusburg
Dès que l'on entre dans le château, on voit le fameux escalier construit par Balthasar Neumann entre 1743 et 1748 dans le style Rococo. Ce chef-d'œuvre comporte des rampes en or, des colonnes de marbre et des peintures. Des sculptures ont été placées pour bien soutenir la cage d'escalier splendide.